# 1720 års skråordning
1720 års skråordning gällde i Sverige fram till reformen av år 1846. Lagen ersatt 1669 års allmänna skråordning , och gällde fram till Fabriks- och hantverksordningen och Handelsordningen, som infördes 1846. 

## 1720 års skråordning
Kommerskollegium ville vid denna tid avskaffa skråväsendet, men trots detta behölls principen för burskap och mästarämbete. Genom en del reformer blev detta dock lättare att erhålla. 
Lagen kodifierade formellt en redan gällande praxis att en änka hade rätt att driva vidare sin makes verksamhet till sitt omgifte. Det radikala med lagen var att den uttryckligen garanterade kvinnors rätt att bedriva verksamhet: antingen som lärling i en mästares verkstad, eller också att bedriva egen verksamhet inom yrket. Det sistnämnda tolkades som regel som att kvinnan endast fick utöva yrket rent personligen och inte hålla en verkstad med andra personer anställda hos sig. En kvinna som ville driva ett eget företag enligt denna lag garanterades rätten att göra det som kontingentborgare, genom att erlägga en skatt hos magistraten, och sedan räknas som borgare. Åtminstone för perioden 1749-1769 är det dokumenterat att kvinnor arbetade som lärlingar i Stockholm med stöd av denna lag, och att de kvinnor som bedrev företag utanför skråväsendet fick tillstånd med hänvisning till denna paragraf 19. Möjligheten för gifta kvinnor att arbeta minskades med 1734 års lag som gjorde dem omyndiga, men Magistraten, Kommerskollegium och kungen gav ofta dispenser till kvinnor att utöva yrken och handel av försörjningsskäl mot skrånas önskan, ofta med hänvisning till just denna lag.

## Kompletteringar 1810
1720 års skråordning gällde fram till 1846, men kompletterades åtskilliga gånger. Ett utvidgande av näringsfriheten ägde rum under 1809-1810 års riksdag i samband med utjämningen av de olika ståndens privilegier, vilket inkluderade borgerskapets skråväsen. En reform infördes som slog fast att borgerskapets privilegier inte fick hindra medborgare utanför skråna att utöva borgerliga näringar om de uppfyllde sina skyldigheter. Borgerskapet godkände denna reform eftersom de tolkade in en obligatorisk skråutbildning till "skyldigheterna". Lagen ledde dock till att Kommerskollegium och Magistraten gjorde en annan tolkning och gav tillstånd till etableringar utanför skråna utan skråmässiga kompetenskrav. Denna konflikt klarades upp tills kungen 1820 fastslog att 1720 års skråordning fortfarande gällde. 
Den andra kompletteringen av 1810 angav att varje icke gift kvinna fick oinskränkt tillstånd att bedriva alla för kvinnor socialt accepterade hantverk och handelsverksamheter utan krav på formell utbildning, medan bildningskraven kvarstod för män. Orsaken till denna reform angavs vara kvinnors ekonomiska misär och svårigheter att försörja sig själva, samt att vissa yrken var naturliga för kvinnor och därför inte borde vara spärrade för dem: ett sådant yrke ansågs vara sömmerska, som nu i praktiken blev fritt för kvinnor, andra var skomakare, handskmakare, lin- och strumpvävare, knapp- och snörmakare, bröd- och sockerbagare samt försäljning av all kramhandel efter ansökan hos magistraten.  
Skrånas rätt att jaga bönhasar, dvs hantverkare utanför skråna, avskaffades, vilket var en rätt som skråna länge hade använt för att förfölja kvinnliga näringsidkare, som oftare arbetade på dispens från Kommerskollegium eller kungen snarare än hade burskap: skråna accepterade inte förbudet utan fortsatte med verksamheten tills kungen 1820, dock utan effekt, slog fast att förbudet skulle gälla. 

## Kompletteringar 1819–1845
Kvinnors näringsfrihet utvidgades med ytterligare kompletteringar: 1819 års förordning, som infördes efter att två myndigförklarade trädgårdsmästardöttrar nekats att sälja frukt och grönsaker i Gröna Gången i Stockholm, tillät ägare till trädgårdar att sälja sina produkter inom staden på samma sätt som trädgårdsmästarskråets medlemmar. 
1821 fick kvinnor rätt att framställa slipat glas, och 1832 rätt att tillverka metallarbeten, och i en rad reformer fram till 1845 rätten att framställa lack, luktvatten, pomador, blanksmörja, tvål, parfymer, balsam, livsmedel, sirap, choklad, sodavatten och lemonad. 1835 fick kvinnor rätt att bedriva sockerbageri utan att behöva ansöka om dispens i enlighet med denna skråordning.